# Kārlis Mīlenbahs
Kārlis Mīlenbahs (aussi écrit Mühlenbach, Mühlenbachs, Mǖlenbachs ou Mīlenbachs) est un linguiste letton né le 18 janvier 1853 dans le Kurzeme, décédé le 27 mars 1916 à Võru en Estonie. C’est un des premiers lettophones à avoir consacré sa vie à la linguistique et à la lexicographie. Son dictionnaire de langue lettonne écrit avec le professeur Jānis Endzelīns, en six volumes, fait partie du Canon culturel letton. 
Mīlenbahs a étudié la philologie classique à l’université de Dorpat, mais n'a pu terminer ses études par manque moyens. Il travaillait comme instituteur dans les faubourgs de Talsi. Son œuvre compte 50 articles académiques linguistique en letton, russe et allemand, mais son plus important ouvrage est le dictionnaire letton-allemand qui reste une référence lexicographique lettone importante. Ce dictionnaire, dont les quatre premiers volumes sont imprimés à Riga, est complété et étendu par Jānis Endzelīns qui a collaboré avec Mīlenbahs dès 1900, sur d’autres ouvrages notamment sur la grammaire lettone. Également en collaboration avec Endzelīns, Mīlenbahs a traduit l’Odyssée (1890-1895). Les ouvrages de Mīlenbahs, Endzelīns et Pēteris Šmits sur la langue lettone ont servi de base à l’orthographe actuelle du letton.